# 喬克灣
喬克灣（英語：Joke Cove），是南極洲的海灣，位於南喬治亞群島，處於埃爾塞胡爾灣，在1931年由英國海軍繪入地圖，該海灣现由英國海外領土管轄。